# Џеси Џејмс (ТВ-личност)
Џеси Грегори Џејмс (енгл. Jesse Gregory James; Лонг Бич, 19. април 1969), је амерички ТВ-водитељ и мотоциклиста. Био је домаћин ријалити-шоуа „Jesse James is a Dead Man“ и „Monster Garage“. Венчавао се три пута и сва три брака су се завршила разводом. Његова трећа супруга била је Сандра Булок, која је тражила развод када су Џесијеве многобројне афере са другим женама изашле у јавност у марту 2010. године. Има две кћерке и једног сина.